# Culicoides petersi
Culicoides petersi är en tvåvingeart som beskrevs av Tokunaga 1962. Culicoides petersi ingår i släktet Culicoides och familjen svidknott. Inga underarter finns listade i Catalogue of Life.